# Малоян, Гаррик Андреевич
Га́ррик Андре́евич Малоя́н (31 января 1935 — 27 марта 2018) — советский и российский градостроитель и архитектор, специалист в области теории и методологии планировки, застройки и реконструкции крупных городов и городских агломераций, кандидат архитектуры (1966), а затем доктор архитектуры (1990), профессор (1991), член-корреспондент РААСН по отделению градостроительства, почётный строитель России (2001), почётный архитектор России (2002), член Союза архитекторов России, профессор МГАКХиС и МГСУ.

## Биография и профессиональный путь
Гаррик Малоян родился 31 января 1935 года.
В 1958 году окончил Азербайджанский политехнический институт с присвоением квалификации «Архитектор».

### Защита диссертаций
В 1966 году защитил диссертацию на соискание учёной степени кандидата архитектуры на тему «Особенности организации повседневного культурно-бытового обслуживания населения при обновлении плотно застроенных жилых кварталов (на примере г. Баку)». Научным руководителем Гаррика Малояна была кандидат архитектуры Е. В. Крашенинникова. В качестве официальных оппонентов выступили доктор архитектуры, профессор Михаил Бархин и кандидат архитектуры Александра Махровская, в качестве ведущей организации выступил Бакгипрогор.
В 1990 году защитил диссертацию на тему «Регулирование развития крупного города в системе расселения (планировочные аспекты)», представленную на соискание учёной степени доктора архитектуры по научной специальности 18.00.04 – Градостроительство, районная планировка, ландшафтная архитектура и планировка сельскохозяйственных населённых мест. Защита диссертации состоялась в диссертационном совете на базе ЦНИИП градостроительства. В следующем году получил учёное звание профессора.
Официальными оппонентами по докторской диссертации Гаррика Малояна выступали доктор архитектуры, профессор И. А. Фомин, доктор архитектуры Г. Е. Голубев и доктор архитектуры, профессор Ю. Б. Хромов (также оппонировал по докторской диссертации Е. А. Ахмедовой), ведущей организацией – Научно-исследовательский и проектный институт Генерального плана г. Москвы.

### Деятельность в диссертационных советах
Гаррик Малоян после защиты как кандидатской, так и докторской диссертаций продолжил активную деятельность, связанную с присуждением учёных степеней. Он долгое время входил в состав диссертационного совета на базе МАрхИ, исполняя возложенные на него обязанности учёного секретаря совета. Также с 2012 года (приказ Минобрнауки России от 02.11.2012 №714/нк) по 2018 год (приказ Минобрнауки России от 26.01.2018 №92/нк) Гаррик Андреевич являлся членом диссертационного совета на базе НИУ МГСУ, в котором были представлены 2 научные специальности: 05.23.22 – Градостроительство, планировка сельских населённых пунктов (которую он представлял в этом совете) и 05.26.03 – Пожарная и промышленная безопасность (строительство).
Также Гаррик Малоян выступал официальным оппонентом по кандидатским диссертациям, например, Агеева Сергея Александровича (2005).

### Практическая и педагогическая деятельность
В 1971—1990-х годах возглавлял разработку государственных пятилетних межотраслевых научно-технических программ по проблемам развития крупных городов и городских агломераций в ЦНИИП градостроительства, по результатам которых были изданы методики и рекомендации по проектированию.
В период преподавательской деятельности на кафедре городского строительства, коммунального хозяйства и сервиса МГСУ вёл мастер-классы «Крупные города: проблемы и пути их решения» и «Генеральный план города». В дальнейшем преподавал на кафедре проектирования зданий и градостроительства (ПЗиГ) МГСУ, преобразованной в 2016 году в кафедру архитектуры и градостроительства (АиГ), где он проработал до 2017 года.
Скончался 27 марта 2018 года на 84-м году жизни.

## Изучение городских агломераций
Гаррик Малоян понимал городскую агломерацию как социально-территориальную общность.

## Награды и звания
- Нагрудный знак «Почётный строитель России» (2001)[1][4]
- Нагрудный знак «Почётный архитектор России» (2002)[1][4]

## Публикации

### Монографии
- Малоян, Г. А. Регулирование развития крупного города в системе расселения: монография / Г. А. Малоян. – Москва: Стройиздат, 1989. – 167 с. – ISBN 5-274-00814-3.
- Малоян, Г. А. Агломерация — градостроительные проблемы: монография / Г. А. Малоян. – Москва: АСВ, 2010. – 120 с. – ISBN 978-5-93093-698-8.

### Учебные пособия
- Малоян, Г. А. Основы градостроительства: учебное пособие / Г. А. Малоян. – Москва: АСВ, 2004. – 120 с. – ISBN 5-93093-283-2.
- Малоян, Г. А. Основы градостроительства: учебное пособие / Г. А. Малоян. – Москва: АСВ, 2008. – 152 с. – ISBN 5-93093-283-2.

### Учебники
- Соколов, Л. И. Урбанистика и архитектура городской среды: учебник для студентов учреждений высшего образования / Л. И. Соколов, Е. В. Щербина, Г. А. Малоян, Т. А. Смолицкая, В. А. Селиверстов; Под ред. Л. И. Соколова. – Москва: Академия, 2014. – 272 с. – ISBN 978-5-4468-0318-7.

### Научные статьи
- Малоян, Г. А. Москва. Стратегия децентрализации / Г. А. Малоян // Градостроительство. – 2013. – № 4(26). – С. 56-60.
- Малоян, Г. А. Москва. Стратегия децентрализации ("стенокардия" мегаполиса начинается в расселении) / Г. А. Малоян // Academia. Архитектура и строительство. – 2013. – № 2. – С. 76-79.
- Малоян, Г. А. К проблемам планировки и застройки зон субурбанизационного расселения в городских агломерациях / Г. А. Малоян // Вестник Волгоградского государственного архитектурно-строительного университета. Серия: Строительство и архитектура. – 2013. – № 31-1(50). – С. 142-147.
- Малоян, Г. А. Городская агломерация: социально-территориальная общность / Г. А. Малоян // Градостроительство. – 2014. – № 3(31). – С. 92-93.
- Малоян, Г. А. Практическая реализация технологии геоинформационного компьютерного моделирования ветровых потоков в проектах застройки многофункциональных комплексов г. Москвы / Г. А. Малоян // Градостроительство. – 2016. – № 6(46). – С. 85-88.
- Малоян, Г. А. К необходимости разработки схем территориального планирования городских агломераций / Г. А. Малоян // Academia. Архитектура и строительство. – 2016. – № 1. – С. 64-67.
- Chulkov, V. Complex evaluation of the loft-style of retrivation as a type of building conversion / V. Chulkov, R. Kazaryan, O. Kuzina, G. Maloyan, A. Efimenko // IOP Conference Series: Earth and Environmental Science. – 2017. – Vol. 90. – Pp. 012149. – DOI 10.1088/1755-1315/90/1/012149.